# Reichskraftsprit
Die Reichskraftsprit-Gesellschaft mbH (RKS, auch Rks) war die 1925 in Deutschland gegründete Gesellschaft zur Förderung des Einsatzes von „Spiritus“ als Ottokraftstoff.

## Geschichte
1925 gründeten die Reichsmonopolverwaltung für Branntwein und der Verwertungsverband deutscher Spiritusfabriken die Reichskraftsprit-Gesellschaft, um den aus Kartoffeln hergestellten Agraralkohol (heute Bio-Ethanol genannt) als Ottokraftstoff zur Stützung der Landwirtschaft zu vermarkten.
Die RKS vertrieb ihren Autokraftstoff mit einem bis zu 25-prozentigen Anteil „Spiritus“ unter dem Markennamen Monopolin. Das Benzin-Benzol-Gemisch mit dem entsprechenden Alkohol-Zusatz hieß Albizol.

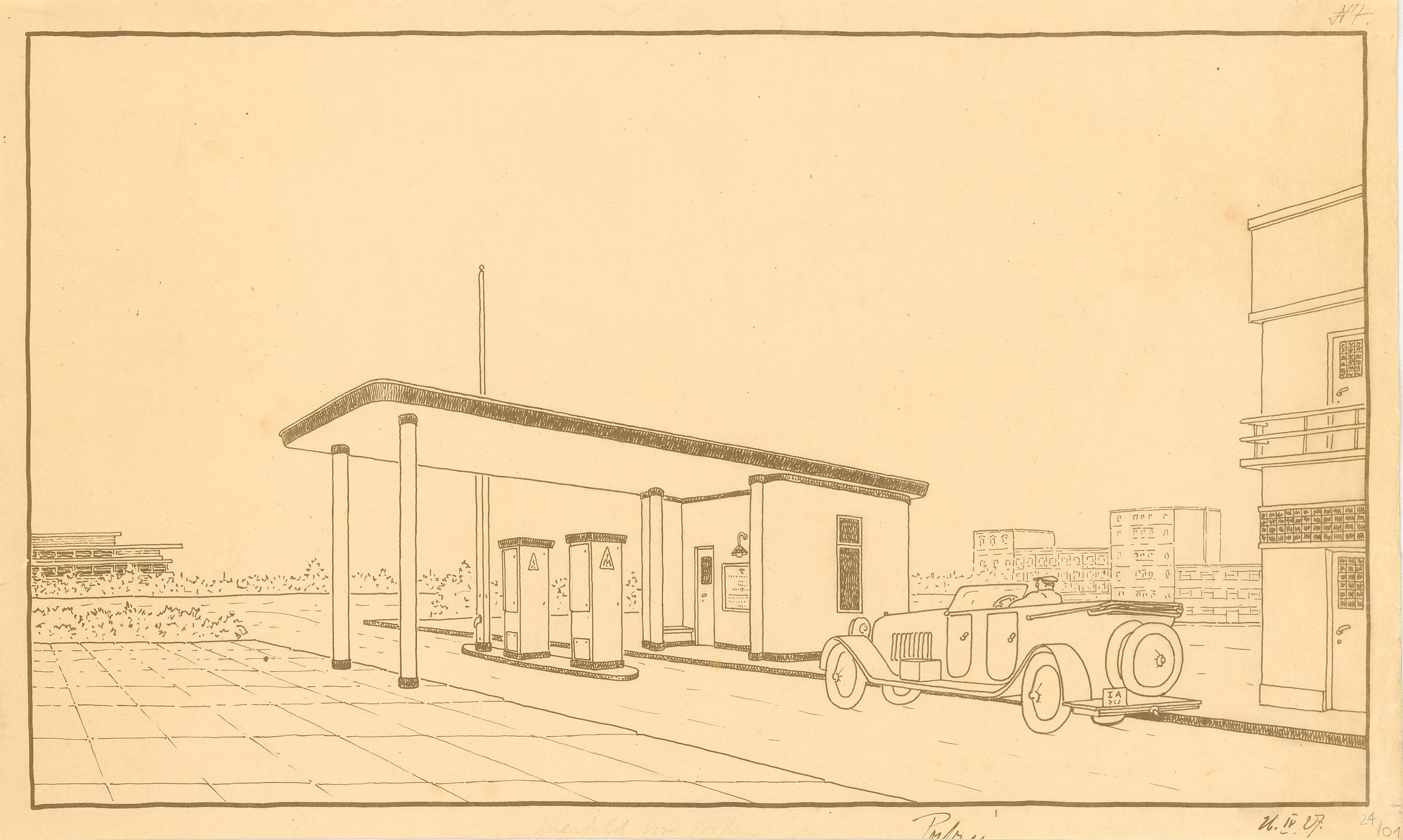
Tankstellenentwurf (1927–1928) für die RKS von Hans Poelzig

Die Stadt Berlin schloss 1927 einen Vertrag mit der Reichskraftsprit über die Errichtung von öffentlichen Tankstellen. 1927–1928 entwarf der Architekt Hans Poelzig für die Reichskraftsprit Typen-Tankstellen in vormontierter Fertigbauweise.
1930 trat in Deutschland die Bezugsverordnung von Spiritus zu Treibstoffzwecken für alle Treibstofffirmen in Kraft. Jeweils 2,5 Gewichtsprozente der produzierten oder eingeführten Treibstoffmenge waren von der Reichsmonopolverwaltung zu beziehen. Diese Quote erhöhte sich bis Oktober 1932 schrittweise auf 10 %.
Ende Oktober 1930 gingen 51 % der Gesellschaftsanteile an der Reichskraftsprit an die Mitgliedsfirmen der Treibstoff-Konvention, allen voran die DAPG. Die Teilnehmer an der Übernahme verpflichteten sich, mindestens 20.000 Tonnen Spiritus zur Beimischung für Monopolin bis Ende 1934 zu verwenden.
Da die Landwirtschaft Schwierigkeiten bekam, die vereinbarten Absatzmengen zu liefern, nutzten dies die I.G. Farben später, ebenfalls einen Beimischungszwang für das bei ihr als Nebenprodukt anfallende synthetische Methanol zu erwirken.
Im Jahr 1935 hatte die Reichskraftsprit in Deutschland 365 Zapfstellen und einen Marktanteil am Absatz von 4,3 %.
Die Reichskraftsprit GmbH existierte nach dem Ende des 2. Weltkriegs zumindest bis 1949 als unmittelbare Beteiligung des Bundes. Im gleichen Jahr verkaufte der Bund seine Anteile.